# Isolator (komponent)
En isolator är en elektroteknisk komponent som förebygger kortslutning och förhindra strömmar mellan elektriska ledningar som står på olika spänningar. Särskilt ska elektrisk isolering skydda människor från att komma i kontakt med farligt höga spänningar.
Moderna isolatorer består oftast av plast eller av keramiska material som porslin eller steatit.

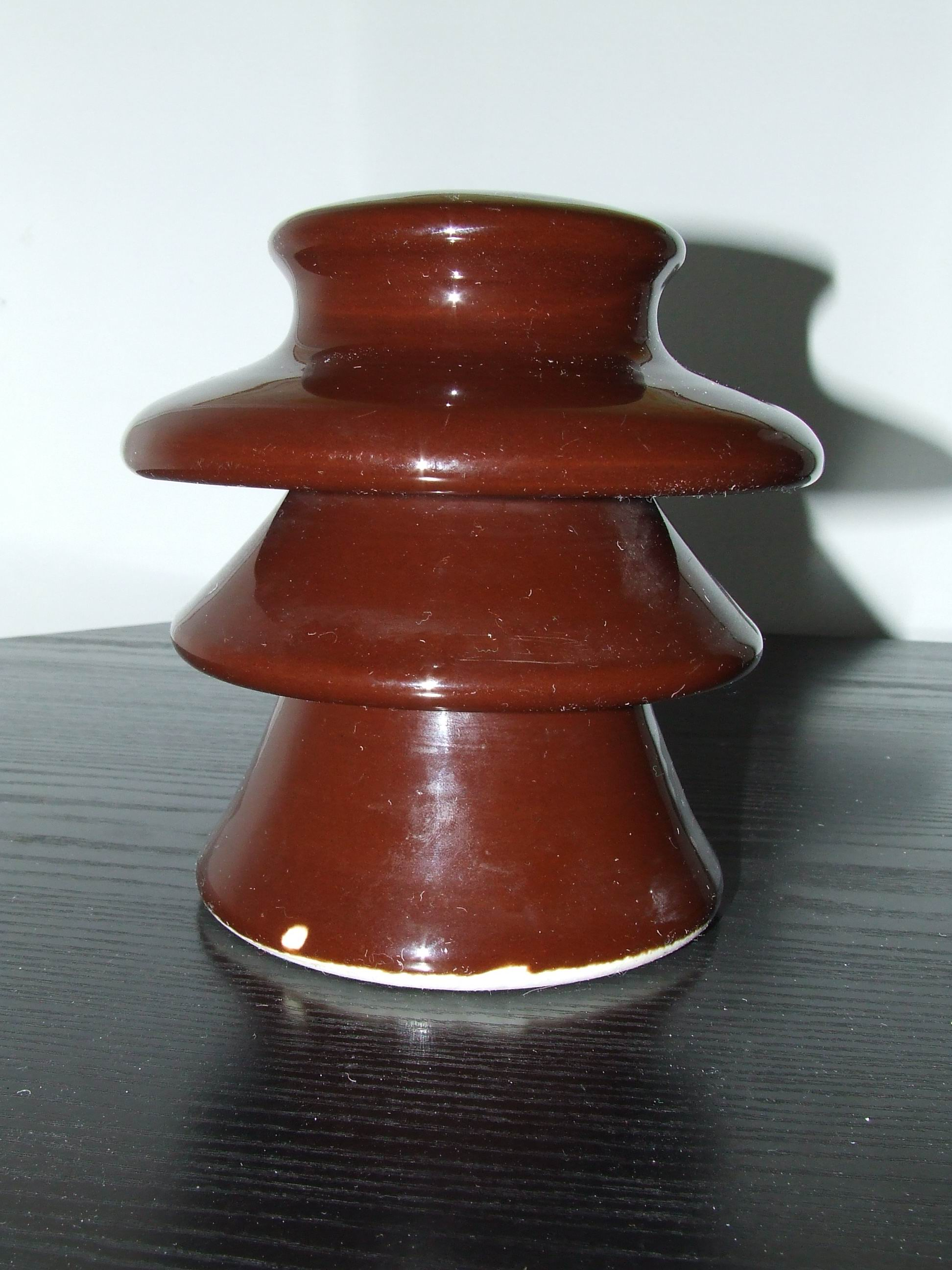
Brun porslinsisolator.
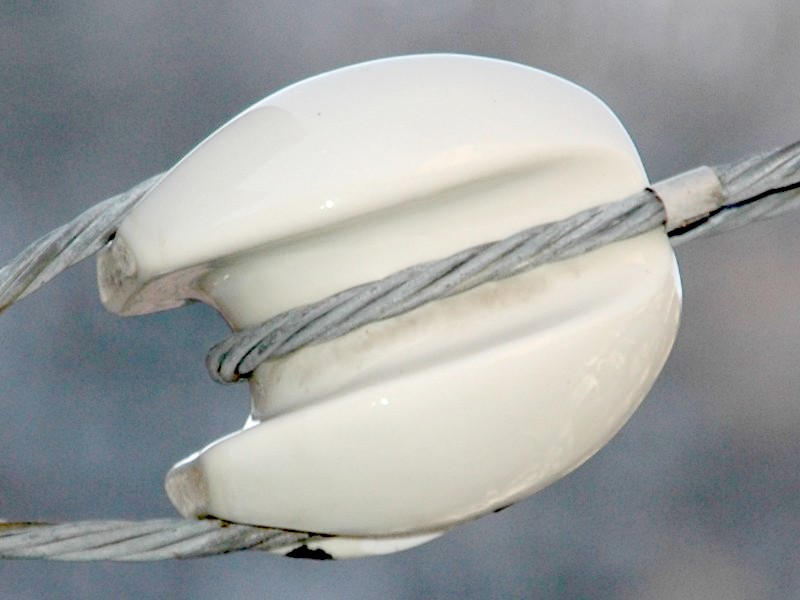
Vit porslinsisolator.
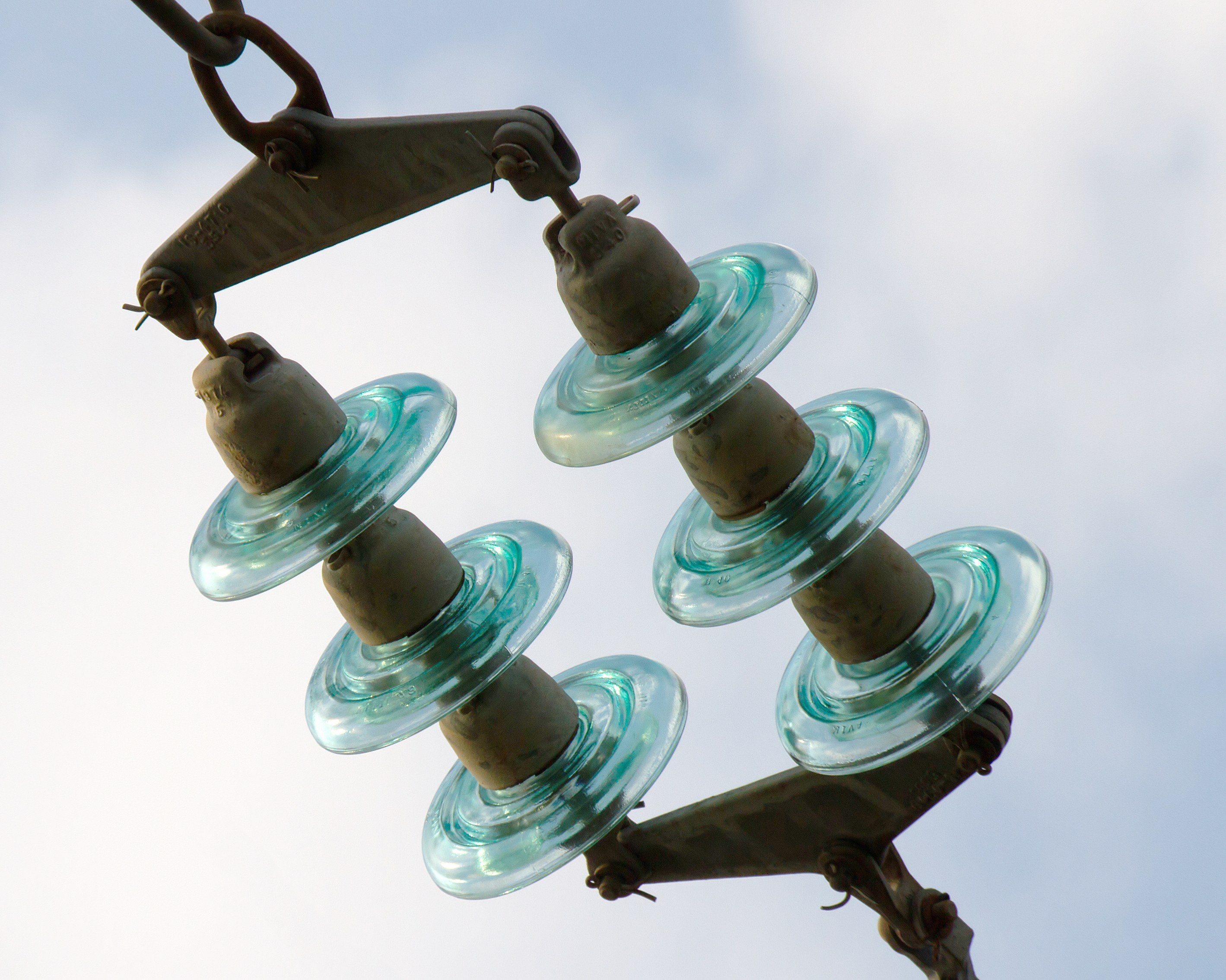
Gröna glasisolatorer.
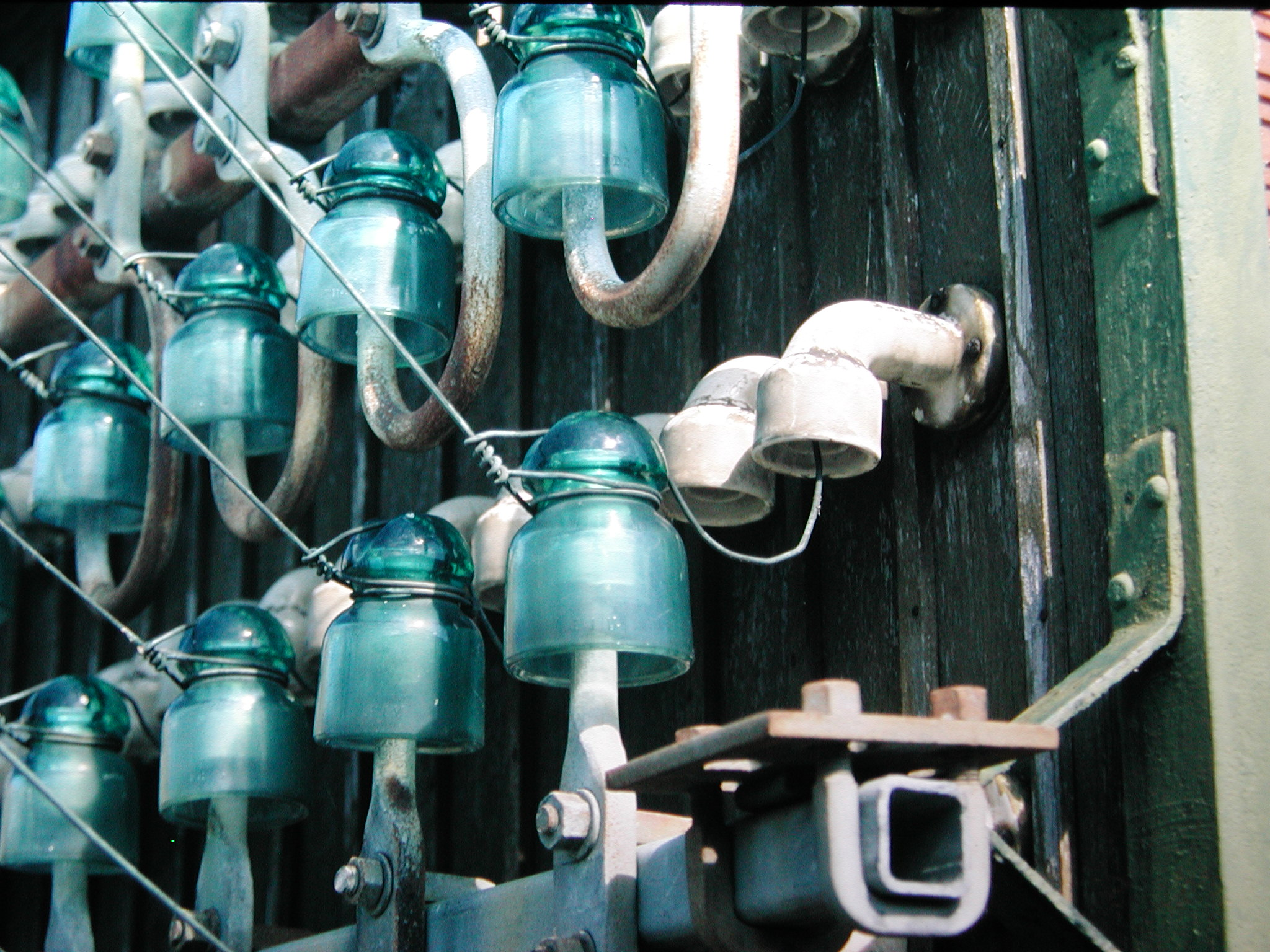
Blå elektriska isolatorer